# Michalis Jenitsaris
Michalis Jenitsaris (griechisch Μιχάλης Γενίτσαρης - Michális Genítsaris; * 17. Juni 1917 in Aghia Sofia, Piräus, Griechenland; † 11. Mai 2005 ebenda) war ein griechischer Sänger, Komponist und Bouzouki-Spieler.

## Biografie
Jenitsaris wurde als einer der wichtigsten Vertreter des Rembetiko angesehen und galt in seinen letzten Lebensjahrzehnten auch als einer der letzten alten Meister dieser Musikart. Prägend für sein Werk war die Zeit der deutschen Besatzung während des Zweiten Weltkriegs. Sein Lied Saltadoros über einen Lastwagendieb, der den Besatzern Treibstoff und Ersatzteile stiehlt und diese auf dem Schwarzmarkt verkauft, gilt heute als Hymne des griechischen Widerstandes. Dieses Lied wurde in den fünfziger Jahren von der Militärdiktatur verboten und erst 1974, nach dem Sturz der Junta, wieder zugelassen.
Jenitsaris, der selbst mehrere Male im Gefängnis saß oder als Strafgefangener auf die Kykladeninsel Ios deportiert wurde, verschwand 1953 von der öffentlichen Bühne und betrieb mehr als 20 Jahre zusammen mit seinem Bruder einen Stand auf dem Athener Gemüsemarkt.
Mitte der 1970er Jahre wurde er von Ilias Petropoulos überredet wieder mit der Musik anzufangen.
In Deutschland tourte Michalis Jenitsaris vom 22. April  bis 20. Mai 1990 begleitet von der Frankfurter Band Prosechos und der Sängerin Maria Nalbandi. Konzertmitschnitte aus der Fabrik in Hamburg und der Schauburg in Bremen sind als CD veröffentlicht worden.
Am 11. Mai 2005 starb Jenitsaris an den Folgen einer Lungenerkrankung im Alter von 88 Jahren.

## Diskografie
- Saltadoros - Michalis Jenitsaris mit Maria Nalbandi und der Gruppe Prosechos - Rebetika live!, 1 LP oder CD, Trikont - Unsere Stimme US-0168-09, München 1991